# Texas Instruments Graphics Architecture

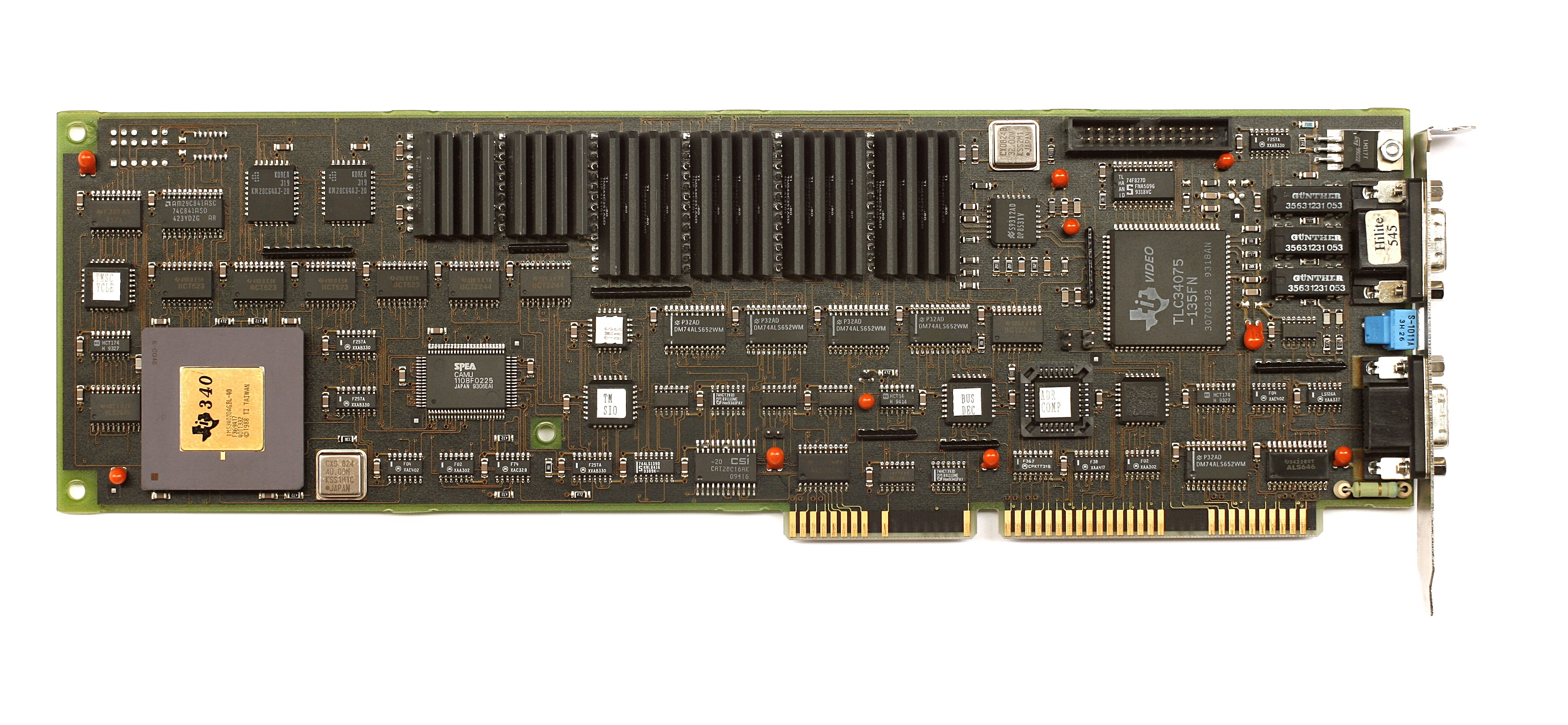
TIGA AddOn-Karte mit TI TMS34020 von Spea.

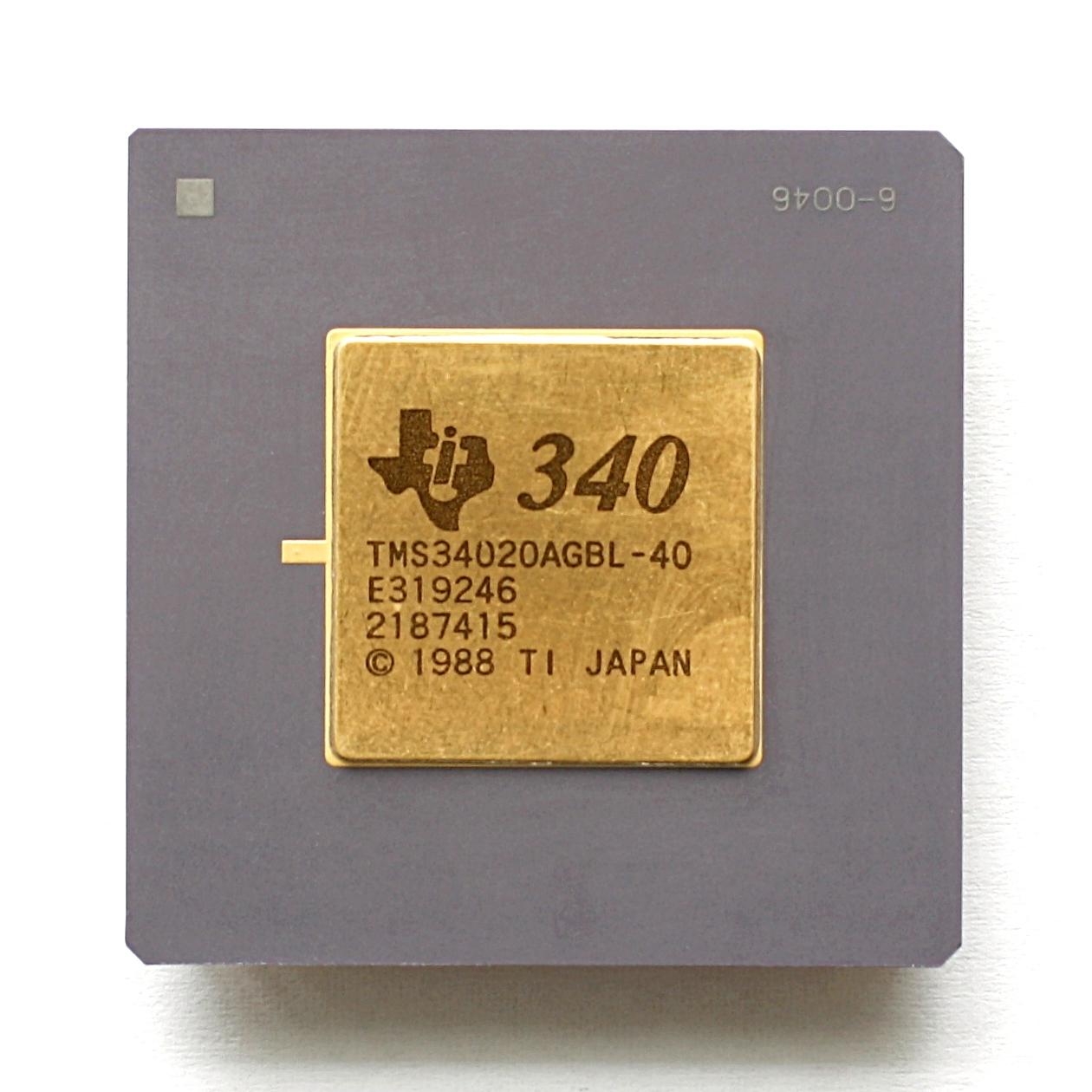
GSP Texas Instruments TMS34020

Die Texas Instruments Graphics Architecture (TIGA) ist ein Standard für Grafikkarten, der Mitte der 1980er Jahre von Texas Instruments entwickelt wurde.
TIGA-Grafikkarten bauten auf einem universellen digitalen Signalprozessor auf. Bekannte Prozessoren dieses Standards waren der TMS34010 und der TMS34020. Ursprünglich nur in speziellen CAD-Systemen eingesetzt, kamen Anfang der 1990er Jahre auch Produkte für IBM-kompatible Personal Computer auf den Markt.
Diese Karten waren Zusatzkarten, die überwiegend im CAD-Bereich eingesetzt wurden. Da sie nicht vom BIOS IBM-kompatibler Rechner unterstützt wurden, war stets noch eine normale Grafikkarte zum Betrieb erforderlich. Einige Ausführungen integrierten daher einen zusätzlichen VGA-Controller (Frame buffer) auf dem Grafikboard. Für kostengünstige CAD-Zweischirmlösungen wurden TIGA-Karten häufig auch mit einer preisgünstigen Hercules-Grafikkarte und einem entsprechenden Schwarzweiß-Monitor kombiniert.
Der High-End-Standard konnte sich aufgrund der hohen Preise auf dem Massenmarkt nicht durchsetzen. Die für CAD-Anwendungen unter DOS und für Microsoft Windows konzipierten Karten ermöglichten eine Bildauflösung von 1280×1024 Punkten bei einer Farbtiefe von 24 Bit.
Beispieldaten einer TIGA-Grafikkarte:
Hercules Superstation XP
- Steckplatz: 16 Bit ISA
- CPU: TMS 34020
- CPU-Takt: 40 MHz
- Video-RAM: bis 4 MB
- Programmspeicher: bis 16 MB (inkl. TrueType-Font-Cache)
- Auflösung: max. 1600 × 1280 (interlaced), max. 1024 × 768 bei Truecolor und virtuell bis 4096 × 2040 Pixel
- Kartentyp: AddOn oder extra VGA-Teil mit auf der Karte, nicht VGA-kompatibel